# Yitzhak Raveh

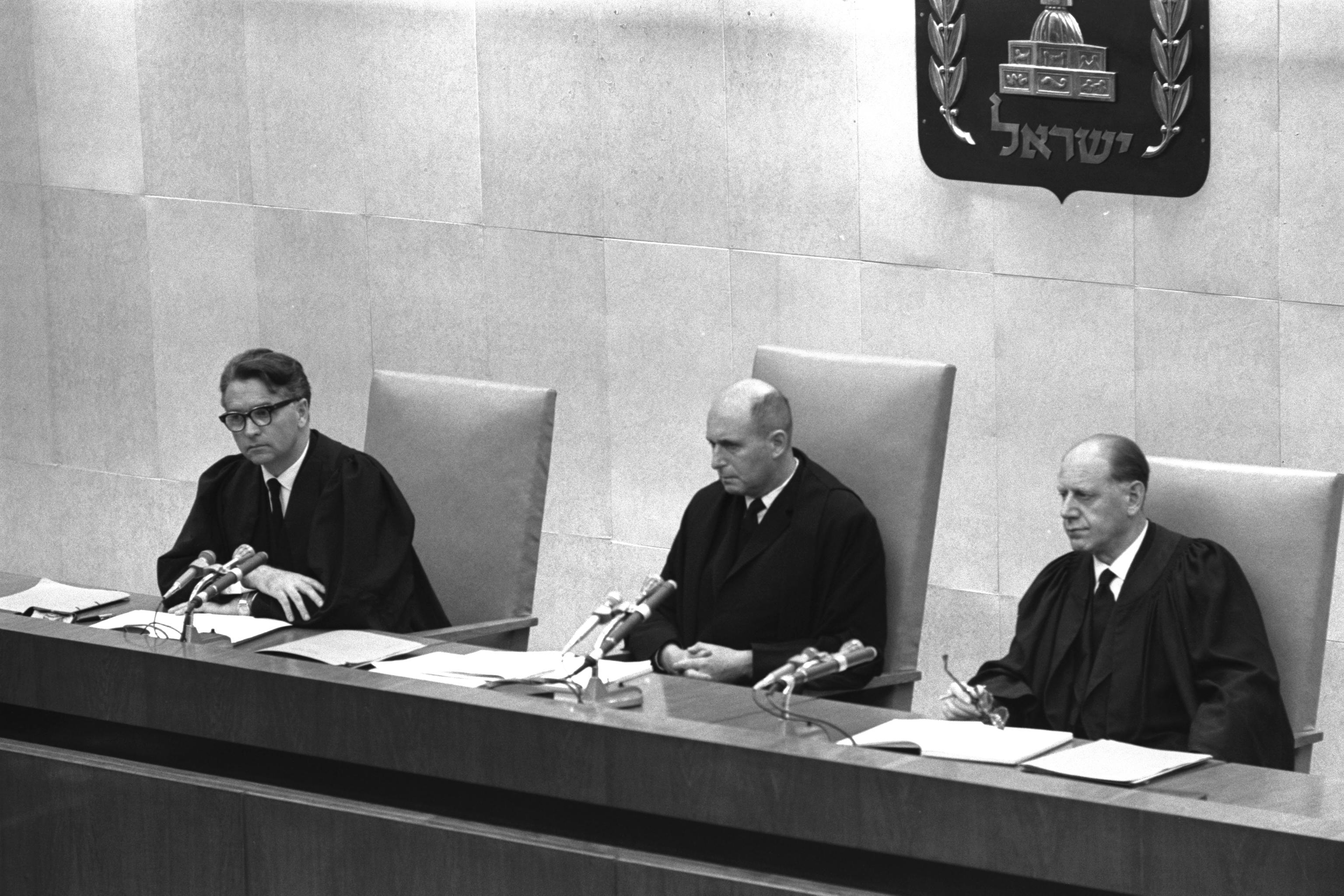
Raveh beim Eichmann-Prozess (rechts)

Yitzhak Raveh (* 10. November 1906 in Aurich als Franz Reuß; † 8. November 1989 in Tel Aviv) war ein deutsch-israelischer Richter.

## Leben
Yitzhak Raveh wurde als jüngstes von sechs Kindern des jüdischen Lehrers Heinrich und seiner Frau Selma Reuss in Aurich geboren. Im Jahre 1908 zog seine Familie nach Berlin. Von 1924 bis 1927 absolvierte er ein Jurastudium an der Universität Berlin. 1929 erfolgte die Promotion an der Universität Halle zu den Nebenleistungspflichten der Mitglieder eingetragener Genossenschaften, danach wirkte Raveh als Rechtsanwalt. Ab 1931 war Raveh Amtsrichter in Berlin-Charlottenburg, bevor er 1933 nach der nationalsozialistischen Machtergreifung sein Amt verlor und mit seiner jungen Frau Batya nach Palästina emigrierte. Dort arbeitete er von 1934 bis 1939 in einer Organisation deutscher Einwanderer. 1948/49 wurde er Beamter in der Landbesiedlungsbehörde, 1952 wurde er zum Bezirksrichter in Tel Aviv ernannt. Zu diesem Zeitpunkt legte er auch seinen deutschen Geburtsnamen ab. Im Jahre 1976 ging er in den Ruhestand.
Neben Moshe Landau und Benjamin Halevi war Raveh 1961 Mitglied des Spruchkörpers, vor dem der Eichmann-Prozess erfolgte.